# عبد الرحمن بن أبزى
عبد الرحمن بن أبزي صحابي من صغار الصحابة، من رواة الأحاديث النبوية. وكان فقيهًا، وهو مولى نافع بن عبد الحارث، كان نافع مولاه استنابه على مكة حين تلقى عمر بن الخطاب إلى عسفان. نقل ابن الأثير في تاريخه أن عليًا استعمل عبد الرحمن بن أبزى على خراسان، ولا تُعرف معلومات عن فترة ولايته.

## سيرته
يُعد عبد الرحمن بن أبزي من رواة الحديث، وكان صاحب فقه وعلم في الدين، وهو مولى نافع بن عبد الحارث، وقد استنابه مولاه نافع على مكة حين تلقى عمر بن الخطاب إلى عسفان فقال له عمر: "من استخلفت على أهل الوادي؟" قال: "ابن أبزى: قال: "ومن ابن أبزى؟" قال: "إنه عالم بالفرائض قارئ لكتاب الله"، قال عمر: «أما إن نبيكم ﷺ قال: إن هذا القرآن يرفع الله به أقواما ويضع به آخرين». وسكن عبد الرحمن بعد ذلك بالكوفة.
نقل ابن الأثير في تاريخه: أن عليًا استعمل عبد الرحمن بن أبزى على خراسان، ويروى عن عمر بن الخطاب أنه قال: ابن أبزى ممن رفعه الله بالقرآن. ذكر الذهبي أن عبد الرحمن بن أبزي عاش إلى نحو نيف وسبعين هجرية تقريبا.

## روايته للحديث النبوي
- وروى عن النبي محمد وعن أبيه وأبي بكر وعمر وعلي وأبي بن كعب وعمار بن ياسر وغيرهم.
- روى عنه ابناه عبد الله بن عبد الرحمن، وسعيد بن عبد الرحمن، وعبد الرحمن بن أبي ليلى، وعامر الشعبي وأبو مالك الغفاري والحكم بن عتيبة وجعفر بن دينار وذر بن عبد الله بن زرارة وزرارة بن أوفى وسلمة بن كهيل وعلقمة بن مرثد.[3] روى له البخاري،[4] ومسلم، والترمذي[5] وغيرهم.[6][7] ذكره أغلب المترجمين في الصحابة، وذكره ابْنُ حِبَّانَ في ثقات التابعين. وقال مغلطاي: لم أر مَنْ وافقه على ذلك.[3][8]

## وصلات خارجية
- تخريج الأحاديث والآثار الواقعة في الكشاف